# 김리원
김리원(1989년 11월 3일 ~ )은 대한민국의 배우이다.
MBC 섹션TV 연예통신 리포터로 데뷔했다.

## 학력
- 국립국악중고등학교[1]
- 동덕여자대학교 방송연예과

## 연기 활동

### 드라마
| 연도 | 방송사 | 제목            | 역할   | 비고 |
| ---- | ------ | --------------- | ------ | ---- |
| 2013 | KBS2   | 루비 반지       | 이은지 |      |
| 2014 | KBS2   | 뻐꾸기 둥지     | 김소진 |      |
| 2015 | MBC    | 위대한 조강지처 | 이은주 |      |
| 2015 | KBS2   | 복면검사        | 선희   |      |
| 2018 | KBS1   | 비켜라 운명아   | 김지영 |      |
| 2021 | KBS2   | 빨강구두        | 정예원 |      |

### 영화
- 2013년 《노브레싱》 ... 기자 2 역
- 2013년 《캐치미》 ... 마담 역
- 2014년 《레드카펫》 ... 리포터 역
- 2015년 《연애의 맛》 ... 현민 약혼녀 역
- 2015년 《간신》 ... 수상연회 무용수 역
- 2017년 《이웃집 스타》 ... 혜미 코디 역
- 2018년 《임을 위한 행진곡》 ... 환자(공주병) 역

### 연극
- 2009년 《시크릿》
- 2012년 《아 유 크레이지》
- 2013년 《안진사가 죽었다》

### 방송
- 2009년 MBC 섹션TV 연예통신 리포터
- 2018년 O tvN 어쩌다 어른 패널